# Siham Shurafa
Siham Issa Shurafa, född 14 september 1980, är en svensk skådespelare. Hon är verksam både inom teater och film.

## Biografi
Shurafa har bland annat varit engagerad vid Dramaten, Scenkonst Sörmland, Unga Klara och Vällingby Stadsteater. På TV har hon bland annat medverkat i SVT-serierna Springfloden (2018), Allt jag inte minns (2019) och Viaplay-serien Thunder in My Heart (2021).
Shurafa är uppväxt i Trollhättan. Hennes far har rötterna i Palestina och hennes mor i Egypten.

## Teater

### Roller
| År   | Roll             | Produktion                                                            | Regi                 | Teater                             |
| ---- | ---------------- | --------------------------------------------------------------------- | -------------------- | ---------------------------------- |
| 2019 | Abigail Williams | Häxjakten (The Crucible) Arthur Miller                                | Alexander Mørk-Eidem | Dramaten/ Kulturhuset Stadsteatern |
| 2022 | 9                | Solitaire Lars Norén                                                  | Sofia Jupither       | Dramaten                           |
| 2022 |                  | Galileis liv (Leben des Galilei) Bertolt Brecht och Margarete Steffin | Carolina Frände      | Dramaten                           |
| 2025 |                  | Studie i mänskligt beteende Lena Andersson                            | Sissela Kyle         | Kulturhuset Stadsteatern           |